# Melangyna novaezealandiae
Melangyna novaezealandiae là một loài ruồi trong họ Ruồi giả ong (Syrphidae). Loài này được Macquart mô tả khoa học đầu tiên năm 1855. Melangyna novaezealandiae phân bố ở miền Australasia